# Tenodera
Tenodera is een geslacht van bidsprinkhanen uit de  familie van de Mantidae. 

## Soorten
- Tenodera acuticauda (Yang, 1997)
- Tenodera angustipennis Saussure,1896
- Tenodera aridifolia (Stoll, 1813)
- Tenodera australasiae (Leach, 1814)
- Tenodera brevipennis (Saussure, 1871)
- Tenodera capitata (Saussure, 1869)
- Tenodera caudafissilis (Wang, 1992)
- Tenodera chloreudeta (Burmeister, 1838)
- Tenodera costalis (Blanchard, 1853)
- Tenodera equatoriana (La Greca, 1993)
- Tenodera fasciata (Olivier, 1792)
- Tenodera gambiensis (Beier, 1931)
- Tenodera herbacea (Serville, 1839)
- Tenodera houyi (Werner, 1928)
- Tenodera intermedia (Saussure, 1870)
- Tenodera iringana (Giglio-Tos, 1912)
- Tenodera nimbana (Roy, 1963)
- Tenodera parasinensis (Otte & Spearman, 2004)
- Tenodera philippina (Beier, 1929)
- Tenodera rungsi (Uvarov, 1935)
- Tenodera sinensis (Saussure, 1871)
- Tenodera stotzneri (Werner, 1929)
- Tenodera superstitiosa (Fabricius, 1781)